# 掛塚バイパス
掛塚バイパス（かけつかバイパス）は、静岡県磐田市から浜松市中央区を結ぶ国道150号バイパスである。

## 概要
この道路は掛塚橋の渋滞解消のために建設された。途中の遠州大橋は有料であったが、2019年9月28日に無料開放された。以前は国道1号とはつながっていなかったが、2001年10月15日に全通した。

### 路線データ
- 起点：静岡県浜松市中央区福塚町
- 終点：静岡県磐田市大中瀬
- 車線数：暫定2車線（完成4車線）

## 地理

### 通過する自治体
- 静岡県
  - 磐田市 - 浜松市（中央区）

### 交差する道路
- 国道1号（福塚交差点）
- 静岡県道315号五島天竜川停車場線（天文台東交差点）

### 接続
- 国道1号浜松バイパス
- 磐南バイパス